# Robinsonia suffusa
Robinsonia suffusa là một loài bướm đêm thuộc phân họ Arctiinae, họ Erebidae.